# Politische Philosophie

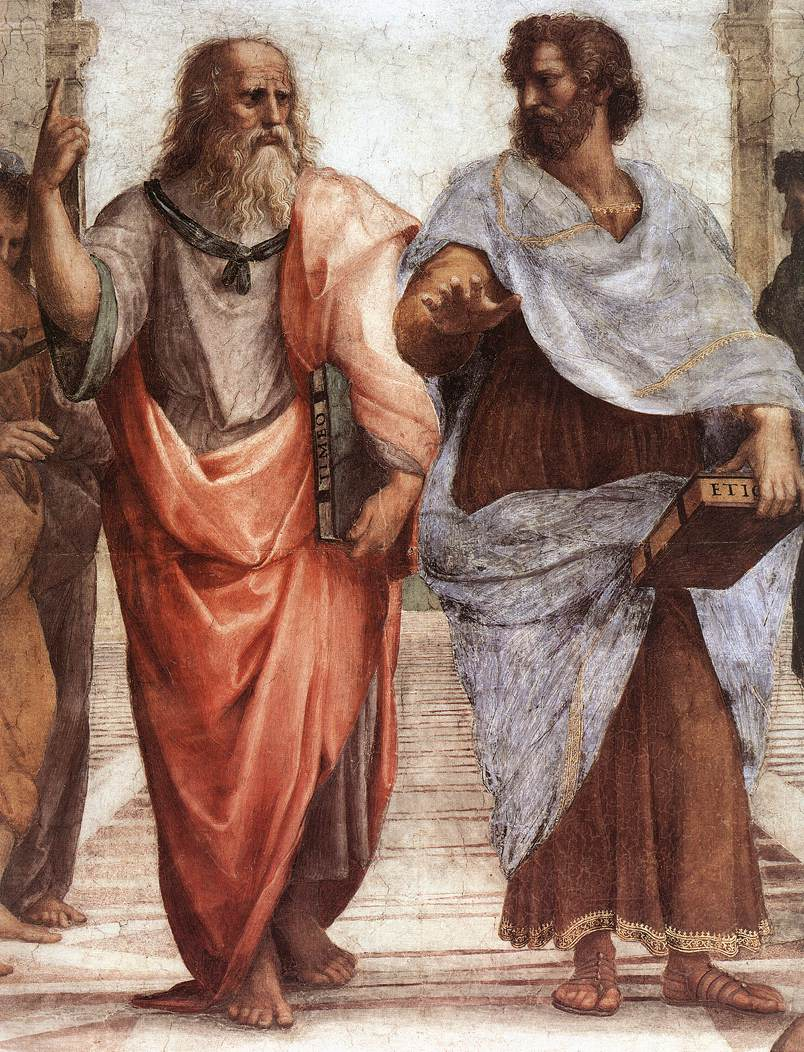
Platon (links) und Aristoteles (rechts), ein Detail des Freskos Die Schule von Athen (1510) von Raffael.

Die politische Philosophie ist eine Disziplin der Philosophie und des politikwissenschaftlichen Faches Politische Theorie. Als normative Disziplin befasst sie sich hauptsächlich mit der Kritik, der Sinngebung und der Wegweisung allen politischen Handelns und umfasst unter anderem philosophische Theorien der Gesellschaft, Rechts- und die Staatsphilosophie. Ihr Ursprung wird in der antiken griechischen Philosophie, insbesondere in den Schriften Platons und Aristoteles verortet. Aus dieser Tradition stammt auch die Bezeichnung; Polis (altgriechisch πόλις pólis, deutsch ‚Stadt, Staat‘) ist der antike griechische Stadtstaat.

## Gegenstand
Im Gegensatz zur Staatsphilosophie, deren Forschungsgegenstand vor allem neuzeitliche und moderne Staaten sind, nimmt die Politische Philosophie das Politische in Gesellschaften schlechthin in den Fokus, indem sie auf einer ethisch reflektierten normativen Kritik der sozialen und politischen Verhältnisse sowie auf einem anthropologischen Konzept aufbaut. Dieser enge Bezug der Politischen Philosophie zum politischen System und zur Politik von Gesellschaften unterscheidet sie auch von der Sozialphilosophie. Allgemein zeigt die Politische Philosophie die Einheit von Politik, Recht und Geschichte an. Zum Aufgabenbereich der Politischen Philosophie zählen die Themen Gerechtigkeit, Legitimation, Herrschaft, Staat, Macht, Freiheit, Menschenwürde und Frieden.
Politische Philosophie ist deshalb ferner ein Gebiet der praktischen Philosophie, in welchem normative Fragen untersucht werden. Dabei werden Gesichtspunkte der Moralphilosophie und der angewandten Ethik mit der politischen Theorie verbunden, wobei in der Regel eine Reflexion auf die politische Ideengeschichte erfolgt. Wie eingangs bereits angesprochen, besteht ihre Aufgabe daher in der Kritik, der Sinngebung und der Wegweisung des politischen, d. h. im weiteren Sinne, des menschlichen Handelns schlechthin.
Unter den Bedingungen der Moderne ergibt sich jedoch auch ein abweichendes Verständnis von Politischer Philosophie. Demnach muss die Disziplin angesichts des Wegfalls der überkommenen Grundlagen normativen Denkens die Problematik einer normativen Orientierung selbst reflektieren. Politisches Handeln könnte somit in der Folge weniger als normative Sinngebung als vielmehr als Machtspiel in der Tradition Niccolò Machiavellis verstanden werden und die Sinngebungs-Ebene des Politischen als problematische Konstruktion ideologischer Vergesellschaftung.

## Themenbereiche
Aufgrund ihrer Themen ist die politische Philosophie eng verknüpft mit der Sozialphilosophie und der Rechtsphilosophie. Sie unterscheidet sich insofern von der Politikwissenschaft und der Soziologie als sie kein empirisches Material erforscht, sondern von diesem ausgehend normative Fragestellungen bearbeitet. Erkenntnisse aus benachbarten Disziplinen fließen aber in die politische Philosophie ein.
Themen der politischen Philosophie sind u. a.:
- Bestimmung des Begriffs des Politischen
- Begründung von politischer Ordnung
- Bestimmung und Begründung zentraler politischer Prinzipien, wie Freiheit oder Gerechtigkeit
- Begründung und Begrenzung politischer Herrschaft und deren Legitimation
- Begründung politischer Ordnungsmodelle überhaupt (siehe Staatsphilosophie)
- Begründung und Durchsetzung von Menschenrechten
- Begründung und Gewährleistung von Toleranz und Minderheitenschutz
- Beteiligung des Bürgers in Politik und Gesellschaft (siehe Deliberative Demokratie, Kommunitarismus)
- Begründung und Schutz ethischer Prinzipien in der Gesellschaft
- Bestimmung und Begrenzung politischer Planung
- Verhältnisbestimmung von öffentlichem Handeln und persönlichem Glück
- Verhältnisbestimmung von Politik und Moral
- Verhältnisbestimmung von Politik und Gewalt
- Fragen der sozialen Gerechtigkeit
- Fragen der internationalen Beziehungen und der Friedenssicherung

Ausgehend von diesen grundlegenden Fragestellungen nimmt die politische Philosophie in der Praxis Stellung zu konkreten politischen Themen wie etwa der Rolle des Nationalstaates in einer globalisierten Welt, der Frage der Anerkennung und Förderung von benachteiligten gesellschaftlichen Gruppen, den Phänomenen multikultureller Gesellschaften, der Rolle internationaler Organisationen wie der UNO oder der Europäischen Union, des Eingriffs des Staates in individuelle Freiheitsräume, der Rechtfertigung staatlicher Gewaltausübung, zum Beispiel bei der Bekämpfung des Terrorismus, oder Fragen der betrieblichen Mitbestimmung und des staatlichen Einflusses auf ökonomisches Handeln.
Im 20. Jahrhundert wurde die politische Philosophie von der phänomenologisch-hermeneutischen Schule und der logisch-empiristischen Tradition des Wiener Kreises kaum oder gar nicht beachtet. Problematisch war die normativ-subjektive Herangehensweise der politischen Philosophien, die im Widerspruch mit dem empirisch-analytischen Denken der modernen Wissenschaften stand. Erst mit Erscheinen des Werkes "A theory of justice" von John Rawls wurde der Blick wieder weg von den allein analytischen und nicht-normativen Fragen und hin zu einer allgemeinen politischen Philosophie erweitert.